# Mellitzbach (Isel, Feld)
Der Mellitzbach ist ein Bach in der Gemeinde Matrei in Osttirol (Bezirk Lienz). Er entspringt an der Südwestseite der Granatspitzgruppe und mündet bei Feld von links in die Isel.

## Verlauf
Der Mellitzbach entspringt zwischen dem Bunköpfl im Norden und dem Rotenkogel im Osten und fließt in südwestlicher Richtung talwärts. Hierbei bildet die Südwestflanke des Bunköpfl mit den Flurbezeichnungen Boderich, Buntköpfl, Bürgenköpfl sowie dem Gritachwald die nordwestliche Grenze des Einzugsgebietes. Im Osten reicht das Einzugsgebiet bis zum Kegelstein, wobei dessen Südwestflanke die Grenze zum Zoppetbach markiert.
Das Quellgebiet des Mellitzbaches umfasst im Oberlauf mehrere Zubringer, die neben dem Hauptzubringer zwischen Bunköpfl und Rotenkogel auch Quellbäche aus dem Bereich zwischen Rotenkogel und Kegelstein umfassen. Die Ufer des Mellitzbaches sind mit Ausnahme der felsigen Teile des Oberlaufs fast durchgehend bewaldet. Lediglich im Unterlauf bestehen am Nordufer größere Wiesenflächen. Diese gehören zum Hof Vogelsanger (Ortsteil Klausen), den der Mellitzbach südlich passiert. Danach mündet der Mellitzbach zwischen Klausen und Feld in die Isel.